# Tennessee Waltz

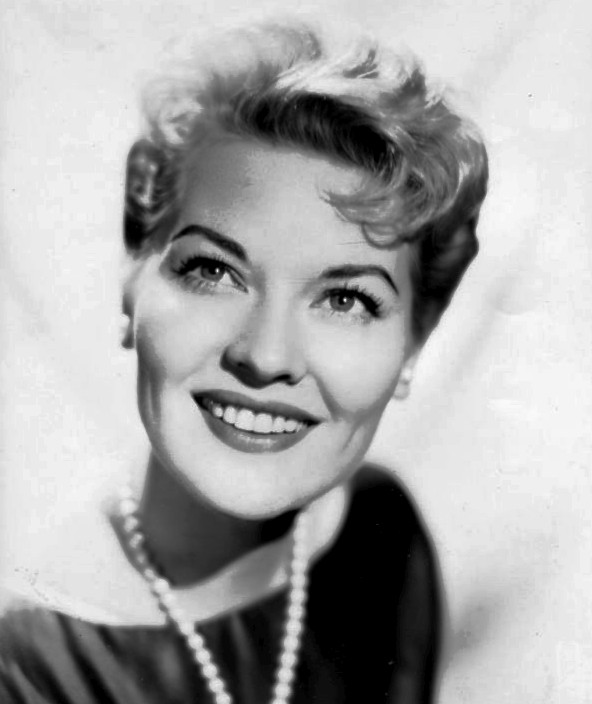
Patti Page

A Tennessee Waltz című Patti Page-szám 1947-ben jelent meg. A lemez tízmillió példányban kelt el. Patti Page rekordja soha nem dőlt meg, a Tennessee Waltz előadója (úgy tűnik) véglegesen vezeti az amerikai eladási ranglistát.
Patti Page ekkor huszonkétéves volt. Születési nevén Clara Ann Fowlernek hívták.
- A dalt elsőként a country énekes, Cowboy Copas[2] vette lemezre 1947-ben.

## Történet
A Tennessee Waltz egyszerre állt első helyen a popzenei, a country és a rhythm and blues kategóriában. Televíziós műsorban volt az amerikai csatornákon az NBC-n, a CBS-en és az ABC-n. Patti Page tizennyolcszor lépett fel az Ed Sullivan Show-ban, öt amerikai elnök előtt énekelt, nyolcvanöt albumot adott ki, 111 dala került fel a Billboard-lemezlistájára.
A Tennessee Waltzot a hivatalos állami himnuszok egyikévé avatták Nashville-ben, 1965-ben.
Soha nem akartam énekesnő lenni, de azt mondták, tudok énekelni. ... Aztán az éneklés számomra olyan lett, mint másnak a pszichiáter kanapéja. ... Úgy hiszem, [hogy a Tennessee Waltz] különleges sikerében főszerepet játszott az az idő, amikor megjelent. Öt év telt el a második világháború befejezése óta, azt a periódust nyugodt kornak hívták. Ehhez passzolt a felvétel módja, az egyszerűség.

## Híres felvételek
- Cowboy Copas
- Les Paul & Mary Ford
- Guy Lombardo
- Jo Stafford
- Connie Francis
- Sam Cooke
- Alma Cogan
- Heidi Brühl
- Gitte Hænning & Ireen Sheer
- Trea Dobbs
- Billy J. Kramer & The Dakotas
- Otis Redding
- Manfred Mann
- Elvis Presley
- Anne Murray
- Fhiona Ennis
- Emmylou Harris
- James Brown
- The Chieftains & Tom Jones
- Kikki Danielsson & Lotta Engberg
- Jimmy Rae & Sarah-Lou Fletcher
- Rhiona Ennis
- Colm Wilkinson
- Leonard Cohen
- Eva Cassidy
- Norah Jones & Bonnie Raitt
- Roy Acuff
- Jo Stafford
- Naomi Akimoto(wd)
- Joan Baez
- Holly Cole
- Colm Wilkinson
- Caitlin Canty & Noam Pikelny
- Eva Fernandez, Rita Payés, Joan Chamorro Presenta's Big Band

## Díjak
- Billboard Hot 100

## Filmek
- 1989: Tennessee Waltz (thriller)